# Imperador Gengshi de Han
Imperador Gengshi de Han, ch. 漢更始帝, py. gèng shĭ dì, wg. Keng-Shih-ti, (d. strangled AD 25), também conhecido como Príncipe de Huaiyang (淮陽王, o nome do Imperador Guangwu de Han] (Liu Xiu) deu-lhe depois a abstenção ele foi deposto pelo exército Chimei ), com o nome de cortesia Shenggong (聖公), foi um imperador chinês da restauração da Dinastia Han após a queda de
Wang Mang na Dinastia Xin .